# Žebětín
Žebětín este o arie protejată (arie specială de conservare — SAC, sit de importanță comunitară — SCI) din Republica Cehă întinsă pe o suprafață de 1,5 ha, integral pe uscat.

## Localizare
Centrul sitului Žebětín este situat la coordonatele 49°04′57″N 16°26′38″E / 49.0825°N 16.443889°E.

## Înființare
Situl Žebětín a fost declarat sit de importanță comunitară în aprilie 2005 pentru a proteja 1 specie de plante. Situl a fost protejat și ca arie specială de conservare în noiembrie 2012.

## Biodiversitate
Situată în ecoregiunile continentală și panonică, aria protejată nu include niciun habitat protejat.
La baza desemnării sitului se află o specie protejată de  plante: sisinei (Pulsatilla grandis).